# Explorer Belt

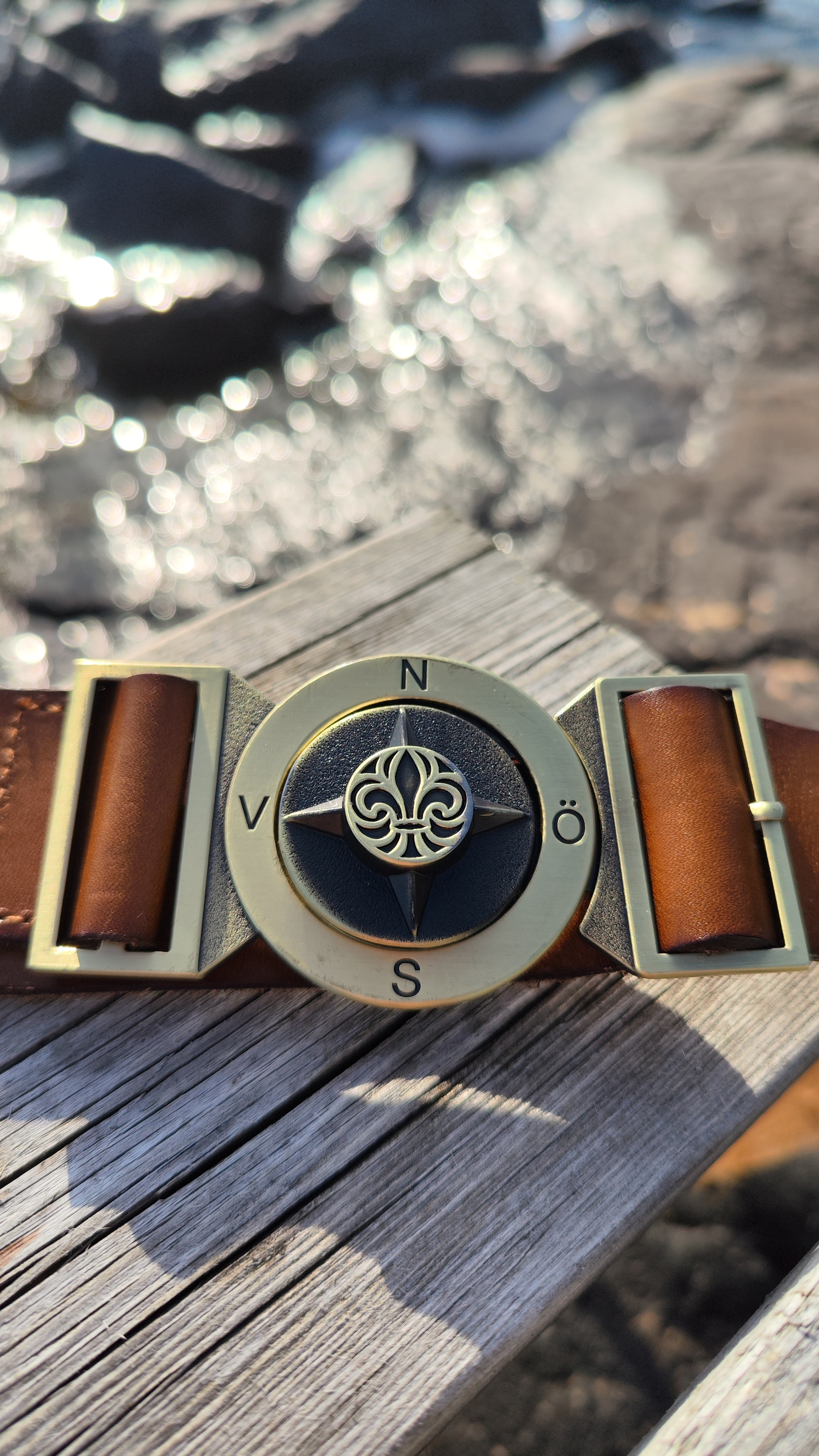
Svenskt Explorer Belt-bälte.

Explorer Belt är ett scoutarrangemang för utmanar- och roverscouter inom svensk scouting. Explorer Belt, vanligen förkortat till EB, arrangeras dock av fler länder än enbart Sverige.
Arrangemanget genomförs vanligtvis i två till tre länder varje år.

## Arrangemangets upplägg
Varje EB består av två delar, en vandringsdel och en rundresedel.

### Del 1, vandring
I första delen som varar ungefär 10 dygn vandrar deltagarna två och två genom ett för deltagarna okänt land. Deltagarna får enbart veta vart de ska och därefter försöker de ta sig dit. Oftast är det 16 mil som paret ska gå från start till mål, men vissa år justeras sträckan efter deltagarnas vandringsvana. Deltagarna ska undvika kontakt med andra par under vandringen.
Under vandringen ordnar deltagarna själva med mat och husrum. För mat har deltagarna fått en begränsad summa pengar att köpa matvaror för. Deltagarna får lov att ta emot mat och husrum av den lokala befolkningen men får inte köpa sådana tjänster eller färdiglagad mat.
I samband med vandringen är det meningen att deltagarna ska lösa olika uppgifter. Uppgifterna kan vara allt från att besöka en lokal historisk plats och berätta om besöket till att ta reda på om landets minderåriga måste använda cykelhjälm. Dessa uppgifter är till dels för att deltagarna ska lära sig mer om landet men också för att "tvinga" deltagarna att ta kontakt med lokalbefolkningen. Förutom uppgifterna att lösa har paret fått saker de ska göra, det kan vara att fotografera det finaste huset under vandringen, eller smaka landets nationalrätt.

### Del 2, rundresa
Under rundresan reser gruppen tillsammans runt i landet och bor på olika ställen. Ibland bor deltagarna på olika scoutcenter i landet och besöker olika städer, denna del påminner ibland om vanliga semesterresor. Vanligen genomförs rundresan efter vandringen, men vissa år är rundresan uppdelad i en del före vandring och en del efter vandring.
Under rundresan genomförs även en bältesceremoni där de deltagare som klarat vandringen belönas med ett bälte.

## Säkerhet
För att garantera deltagarnas säkerhet är alltid en krisplan skapad inför varje arrangemang. Där finns instruktioner för hantering av så gott som varje tänkbar situation som kan uppstå. Varje par har även telefonkontakt med ledarna två gånger under vandringen, så kallade "checkpoints". Utöver detta har deltagarna fått ut så kallade nödbrev med extra pengar, telefonnummer och instruktioner ifall en nödsituation skulle uppstå.

## Bevis på godkänd vandring
De deltagare som, på ett av arrangemangsledarna godkänt sätt, genomfört vandringsdelen och uppgifterna/uppdragen av arrangemanget erhåller ett speciellt bälte, även kallat EB-bältet. Bältet är ett skinnbälte med ett tvådelat spänne i vars centrum syns svenska scouternas symbol ovanpå ett kompasshus. 
De allra flesta deltagarna brukar få bälten, men t.ex. de som avbrutit sin vandring i förtid får inget bälte. Alla deltagare på arrangemanget får dock ett märke.

## Historia
Explorer Belt arrangerades första gången för svenska deltagare i England 1962.
Arrangemanget har sedan dess förändrats på många plan i takt med att övriga världen förändrats.
Under de första svenska Explorer Belt som genomfördes fick endast det par som presterat bäst varsitt bälte. Mot för idag där alla som klarat vandringsdelen får ett bälte. Dessutom fick endast de manliga deltagarna chansen att få ett bälte, de bästa kvinnliga deltagarna fick varsin silverring.

## Länder där svenska EB gått
- 2025 - Skottland och Österrike
- 2024 - Tjeckien, Italien och BeNeLux
- 2023-2024 - Explorer Belt Nyår, Spanien
- 2023 - Tyskland
- 2022-2023 - Explorer Belt Nyår, Spanien
- 2022 - Kroatien, Spanien, Wales och Österrike
- 2021 - Inget Explorer Belt genomfördes på grund av Coronaviruspandemin
- 2020 - Inget Explorer Belt genomfördes på grund av Coronaviruspandemin
- 2019 - Irland
- 2018 - Tjeckien och Italien[3]
- 2017 - Nederländerna
- 2016 - Grekland, Portugal och Kroatien[4]
- 2015 - Storbritannien och Slovakien
- 2014 - Ungern, Österrike och Slovenien
- 2013 - Schweiz, Benelux och Tyskland
- 2012 - Serbien och Rumänien
- 2011 - Irland[2]
- 2010 - Italien och Spanien[2]
- 2009 - Österrike och Polen[2]
- 2008 - Kroatien och Skottland[2]
- 2007 - Tjeckien[2]
- 2006 - Portugal och Tyskland[2]
- 2005 - Grekland och Ungern[5][2]
- 2004 - Irland och BeNeLux[2]
- 2003 - Wales och Skottland[2]
- 2002 - Slovenien och Slovakien[2]
- 2001 - Spanien[2]
- 2000 - Schweiz och Österrike[6]
- 1999 - Polen[6]
- 1998 - Irland och Kreta[6]
- 1997 - Belgien och England[6]
- 1996 - Tyskland och Tjeckien[6]
- 1995 - Skottland[6]
- 1994 - Schweiz och England-Skottland[6]
- 1993 - Österrike och Irland[6]
- 1992 - BeNeLux och Tyskland[6]
- 1991 - England (Yorkshire) och Wales[6]
- 1990 - Schweiz och Frankrike[6]
- 1989 - Västtyskland och Skottland[6]
- 1988 - Österrike och Irland[6]
- 1987 - England (Cornwall) och England (Lake District) [6]
- 1986 - Schweiz och Italien[6]
- 1985 - BeNeLux och Frankrike[6]
- 1984 - England (Cornwall) och Wales[6]
- 1983 - Sydtyskland och Österrike[6]
- 1982 - Irland[6]
- 1981 - Schweiz[6]
- 1980 - BeNeLux[6]
- 1979 - England (Cornwall) [6]
- 1978 - Frankrike (Alsace) [6]
- 1977 - Skottland[6]
- 1976 - Wales[6]
- 1975 - ?
- 1974 - Österrike[6]
- 1973 - Finland[6]
- 1972 - Irland[6]
- 1971 - ?
- 1970 - Schweiz[6]
- 1969 - Schweiz[6]
- 1968 - Skottland[6]
- 1967 - Tyskland (Mosel) [6]
- 1966 - Tyskland (Eifel) [6]
- 1965 - Tyskland[6]
- 1964 - England[6]
- 1963 - Schweiz[6]
- 1962 - England

## Extern webbplats
- Explorer belt på